# Guðný Árnadóttir
Guðný Árnadóttir (Islandia, 4 de agosto de 2000) es una futbolista islandesa. Juega como defensa y actualmente milita en el A. C. Milan de la Serie A de Italia. Es internacional con la Selección islandesa.

## Trayectoria
Árnadóttir debutó en 2015 con el FH, club de la ciudad de Hafnarfjörður, donde permaneció tres temporadas. En 2019 fichó por el Valur Reykjavík, logrando la Úrvalsdeild (la máxima liga de fútbol femenino en Islandia). En diciembre de 2020 fue transferida al Milan italiano, que la cedió a otro equipo de la Serie A, el Napoli.

## Selección nacional
Es internacional con la Selección femenina de fútbol de Islandia, en la que ha jugado en 8 ocasiones.

## Clubes
| Club                      | País     | Año         |
| ------------------------- | -------- | ----------- |
| FH B                      | Islandia | 2015        |
| FH                        | Islandia | 2015 - 2018 |
| Valur Reykjavík           | Islandia | 2019 - 2020 |
| A. C. Milan               | Italia   | 2020 -      |
| Napoli Femminile (cedida) | Italia   | 2020 - 2021 |

## Palmarés

### Campeonatos nacionales
| Título      | Club            | País     | Año  |
| ----------- | --------------- | -------- | ---- |
| Úrvalsdeild | Valur Reykjavík | Islandia | 2019 |